# Batman: White Knight
Batman: White Knight est une bande dessinée américaine créée par Sean Murphy. La série s'étend sur huit numéros et a été publiée mensuellement en 2017 et 2018 par DC Comics. Dans White Knight, les rôles de Batman et du Joker sont inversés : Batman est présenté comme le méchant de l'histoire et le Joker comme le héros.

## Contexte
Batman: White Knight est une série limitée de huit numéros écrite et illustrée par Sean Murphy, colorisée par Matt Hollingsworth, un lettrage réalisé par Todd Klein, et publiée par DC Comics. La série a été annoncée le 7 juillet 2017 et le premier numéro a été publié le 4 octobre de cette année. White Knight qui avait été initialement prévu pour un récit sur sept numéros, a été étendu à huit numéros après la publication du premier. Une édition reliée contenant l'intégrale de l'histoire a été publiée le 9 octobre 2018 aux États-Unis. C'est le premier roman graphique publié dans la nouvelle collection DC, le Black Label.
Le principe de base de Murphy pour White Knight a été d'inverser les rôles de Batman et du Joker en décrivant le Joker comme le héros et Batman comme le méchant. Son but était une représentation plus réaliste de Gotham City, où le taux de criminalité n'a pas pu être arrêté avec des coups de poing, méthode employée par Batman. Cela l'a conduit à transformer le Joker en politicien, en utilisant l'intelligence et le charisme du personnage pour gagner l'opinion des habitants de Gotham. DC Comics n'a eu aucun problème avec les idées que Murphy avait pour la série telles que la modification de la chronologie dans l'histoire de Batman. Cependant, le contenu adulte comme la nudité et les jurons que Murphy avait prévu d'inclure ne fut pas autorisé.
Sean Murphy a révélé que le Joker dans White Knight a comme vrai nom Jack Napier, un rappel au film de Tim Burton de 1989, Batman, où le Joker joué par Jack Nicholson porte également ce nom. Le film de 1989, avec La Trilogie Dark Knight de Christopher Nolan, a aussi inspiré à Murphy le design de la Batmobile dans White Knight. L'une des sous-intrigues où les antagonistes utilisent un rayon glacial pour envelopper une partie de Gotham City dans la glace, est une référence au film de 1997 Batman & Robin.

## Synopsis
Batman: White Knight est situé dans une autre continuité que l'Univers DC/New 52, bien que plusieurs éléments communs soient toujours présents ; plus particulièrement, Jason Todd est censé être mort par la main du Joker. L'histoire suit Jack Napier, un Joker réformé, qui a été guéri de sa folie et qui voit maintenant Batman comme le plus grand méchant de Gotham City et la source du cycle sans fin de la criminalité gangrénant la ville,. En outre, la série reprend Harley Quinn sous les traits de deux personnages : sa première version est la Harleen Quinzel d'origine, alors que sa version de Suicide Squad est une doppelgänger tout aussi obsédée nommée Marian Drews qui a pris sa place en son absence.
Batman coince le Joker dans un entrepôt pharmaceutique et le bat violemment, alors que Nightwing, Batgirl et les forces de police observent la scène avec horreur. Le Joker se vante que les médicaments lui permettrait de faire plus de bien que Batman, incitant ce dernier à lui enfoncer une bouteille de pilules dans la gorge. Avec la fuite d'une vidéo de la scène et la Batmobile causant d'énormes dommages collatéraux, un débat est lancé pour savoir si Batman fait plus de mal que de bien. Barbara et Dick apprennent que la violence de Bruce est due à l'état de santé d'Alfred qui est mourant et est maintenu en vie par la technologie de Mr. Freeze. Le Joker, maintenant mentalement stable et utilisant son vrai nom Jack Napier, gagne un procès contre le GCPD pour insuffisance de preuves et non-intervention lors de son agression par Batman.

## Réception
Batman: White Knight a été favorablement reçu par la critique. Les ventes de la série ont été bien au-dessus des attentes avec le n°1 ayant droit à quatre impressions, le n°2 trois impressions et les numéros 3 et 4 à une deuxième impression. Il apparaît souvent comme l'une des dix meilleures ventes de bandes dessinées au cours de son mois de publication selon ComicChron,,. En novembre 2018, Batman: White Knight est sélectionné par l'ACBD pour le Grand Prix de la Critique 2019 mais ne sera pas retenu comme finaliste. En avril 2019, le titre est nommé pour le Prix Eisner de la « Meilleure Série limitée ».
Le succès de la série permet à l'auteur Sean Murphy de développer un nouvel univers pour le personnage de Batman. Des one-shots et des mini-séries sortent les années suivantes. L'ensemble est officiellement nommé le Murphyverse.

## Suites
En septembre 2018, un projet de suite à la série, Batman: Curse of the White Knight (Batman: la Malédiction du Chevalier Blanc), a été révélé. Il est publié en 2019.
L'auteur continue à développer ce nouvel univers du Chevalier noir avec la sortie du premier one-shot Batman: White Knight Presents Von Freeze fin 2019. Dans ce récit se déroulant dans le passé, Victor Fries sauve la mère du futur Batman, Martha Wayne,. Murphy enchaîne avec une mini-série : Batman: White Knight Presents Harley Quinn. Publiée entre octobre 2020 et mars 2021, elle est coécrite avec Katana Collins et illustrée par Matteo Scalera. Sur les six numéros la composant, le lecteur suit Harley Quinn qui enquête sur une série de crimes. Le récit se déroule deux ans après Curse of the White Knight,.
Une seconde suite, qui se déroule dix ans après Batman: Curse of the White Knight, est publiée en 2022 : Batman : Beyond the White Knight et un spin-off en 2 tomes Batman : White Knight Presents Red Hood.
Enfin une troisième mini-série, qui se déroule 12 ans après Batman: Curse of the White Knight sort en 2023 : Batman : White Knight presents Generation Joker.

## Publications
En octobre 2018, l'éditeur Urban Comics propose la série dans une nouvelle collection qui reprend celle de DC Comics : DC Black Label. L’œuvre est proposée sous deux versions : une version couleurs  (ISBN 979-1-0268-1436-8) et une version noir et blanc  (ISBN 979-1-0268-1437-5).